# 诸圣堂 (利沃夫)
利沃夫诸圣堂和本笃会修道院（烏克蘭語：Костел Усіх Святих і монастир бенедиктинок）是一组古老的宗教建筑群，包括修道院及教堂，砖石砌筑，为风格主义建筑，位于乌克兰利沃夫的维切瓦广场2号（pl. Wiczewa，1945年之前称为本笃会广场，plac Benedyktyński）。建筑群原属拉丁禮天主教會本笃会，现属乌克兰希腊礼天主教会。已列为乌克兰保护文物。

## 历史
本笃会修女院建筑群始建于1593年。卡塔日娜·萨波罗夫斯卡说服她的父亲亚当·斯扎波夫斯基，捐出姐妹三人的嫁妆（三人都加入了修道院）。同年，卡塔日娜·萨波罗夫斯卡购买了赫布尔特庄园，建造了一座木制教堂。1597年，另一座木质教堂奠基。修道院由四个村庄组成：赫利比欽、米夏沃、Kluczów 和科洛梅亞附近的舍帕里夫齊，后来又加上德布罗维奇和Lesienice。修道院最古老的部分是南翼，是16世纪下半叶改建的原赫布尔特庄园。1595年，总主教扬·季米特里·索利科夫斯基建立了修道院。1596年，教宗克勉八世为其祝福，同年，获国王齐格蒙特三世批准。1597年，包括卡塔日娜·萨波罗夫斯卡在内的六位修女庆祝了这一仪式。在接下来的几年里，更多的修女来自海乌姆诺修女院，那里是本笃会妇女波兰分会的所在地。她们是由修道院长和本笃会的改革家马格达莱娜·莫特斯卡那里送来的。1610年，修道院修起一道围墙，但这并没有提供足够的保护，1615年，由于鞑靼人的入侵，修女们从修道院撤离。1618年，为修道院工作的瓦匠保罗·日米宁在遗嘱中写道，尚未完工的建筑，已经所剩无几。直到1624年，在安娜·扎波罗夫斯卡的倡议下，建成一座砖砌教堂。1627年由总主教扬·安德烈杰·普罗奇基祝圣。
教堂和修道院建筑群建在克拉科夫郊区的利沃夫高城堡脚下。因为当时它位于利沃夫的郊区，所以它就像伯納定修道院一样，带有防御性的色彩，拥有高而厚的防御墙，并设有城垛和射击窗口，庞大的单中殿教堂没有立面，都突出了建筑的防御特性。此外，还增加了一座防御塔形状的三层塔楼，以风格主义样式装饰。
在修院存在的第一个世纪，发展迅速，约有60名修女。教堂于1717年翻新。18世纪，在修道院庭院的入口处，建造了一座宏伟的巴洛克大门，用绘画和雕塑装饰。修道院的入口是由三根柱子支撑的凉廊。在重建之际，建筑立面的装饰也发生了变化。
1772年，在第一次瓜分波兰时，有25名修女住在修道院里。奥地利皇帝约瑟夫二世关闭修道院，将学校独立出来。1933年，本笃会修女重返，她们扩建了学校，增建了新楼。
1946年5月14日，本笃会教堂举行了最后一次弥撒，随后修道院和教堂被苏联当局关闭。1946年5月，本笃会修女被迫离开，前往下西里西亚的一所修道院。废弃的修道院中，教堂的祭坛被拆除。
1990年代乌克兰获得独立后，教堂和修道院建筑群最初并不活跃，之后移交给乌克兰希腊礼天主教会的修女会。

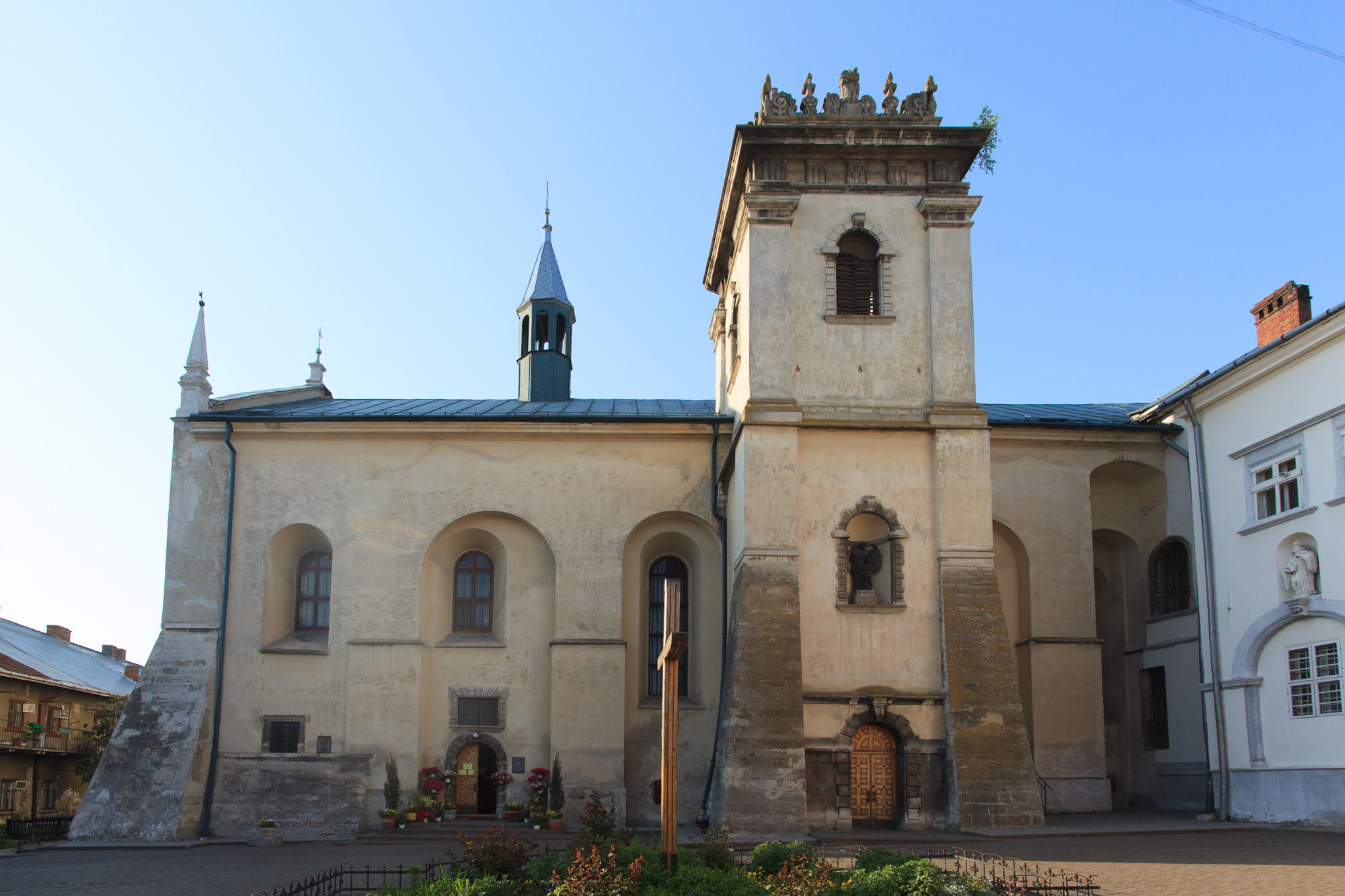
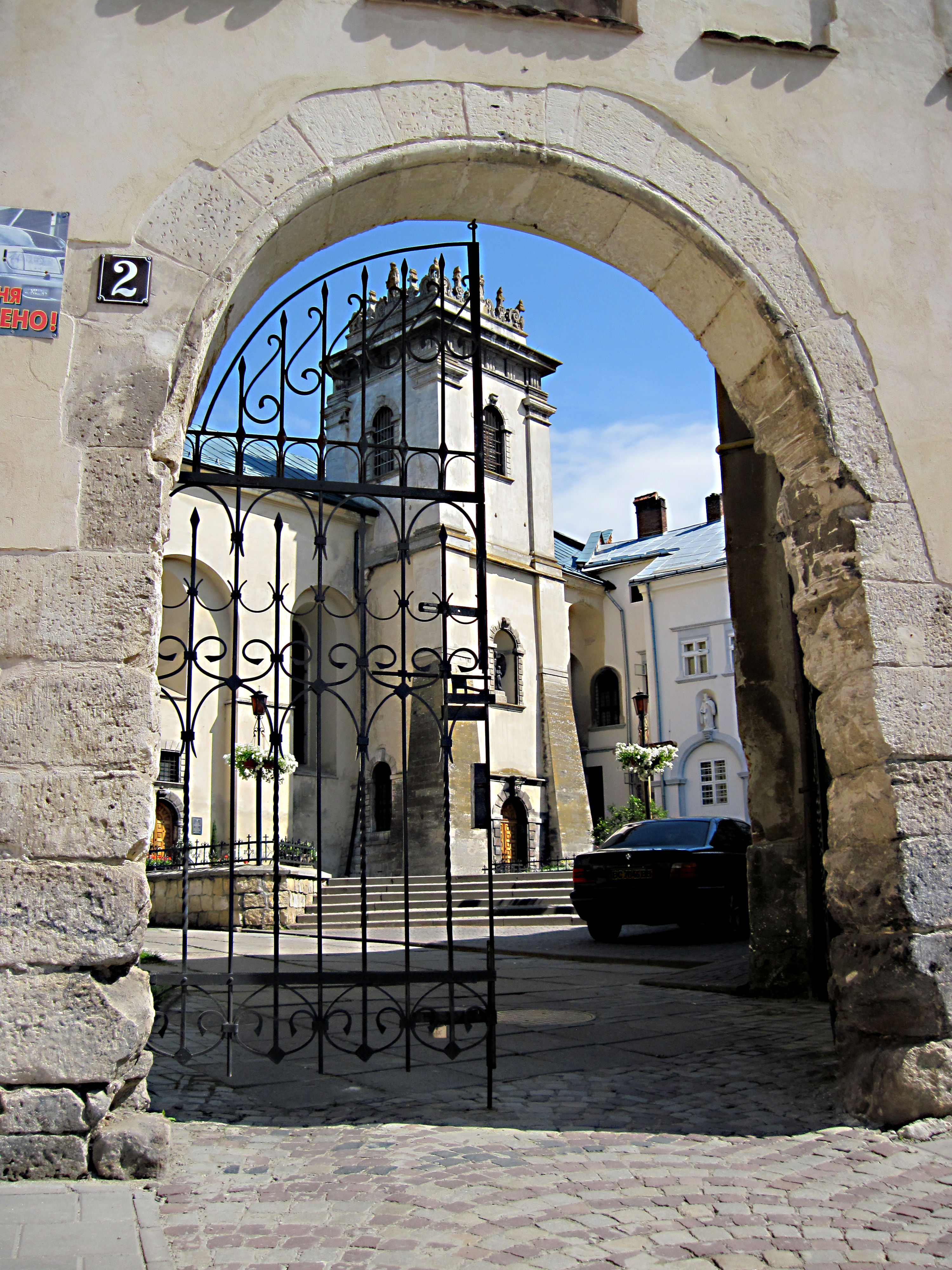
修道院入口
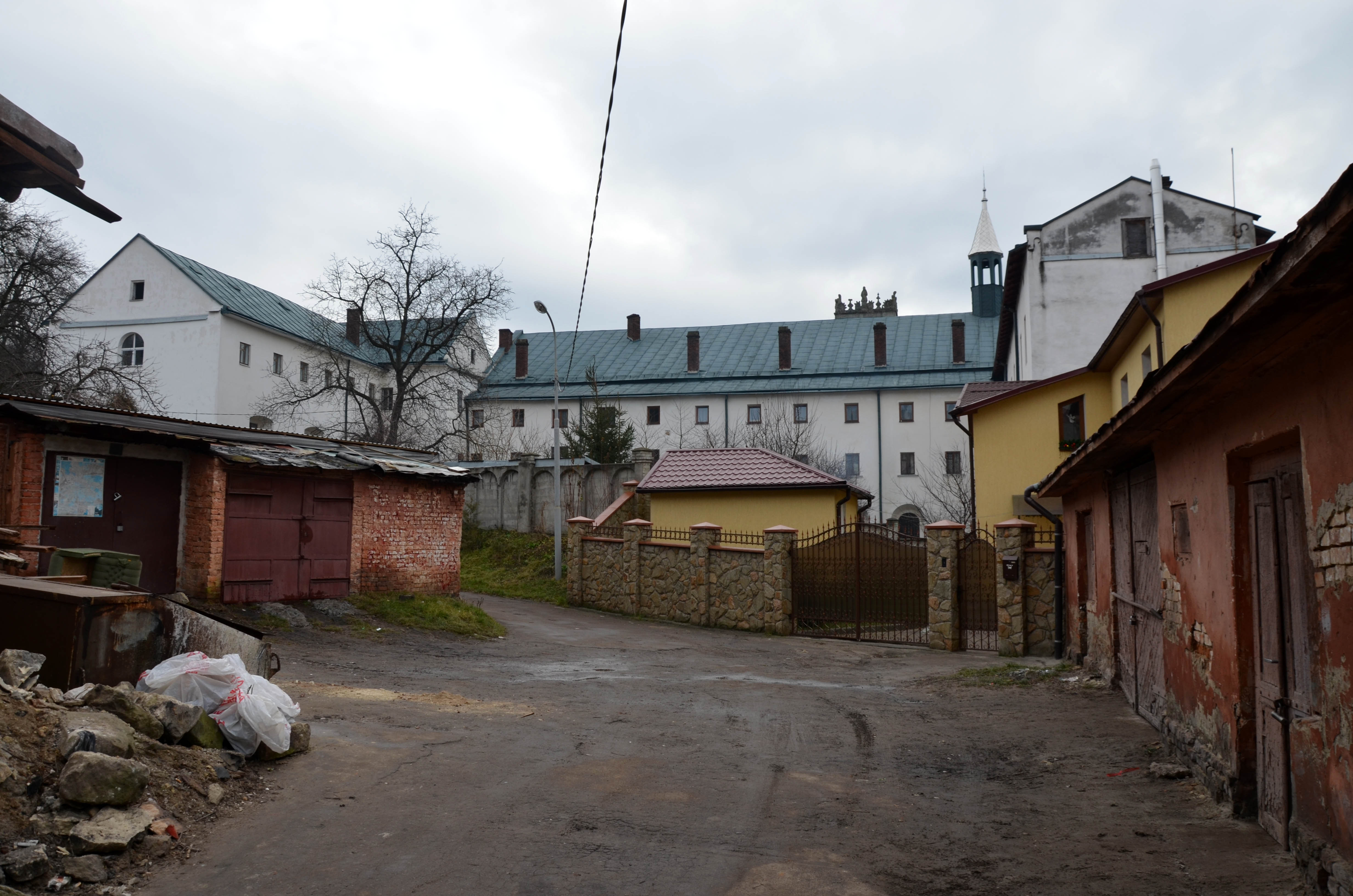
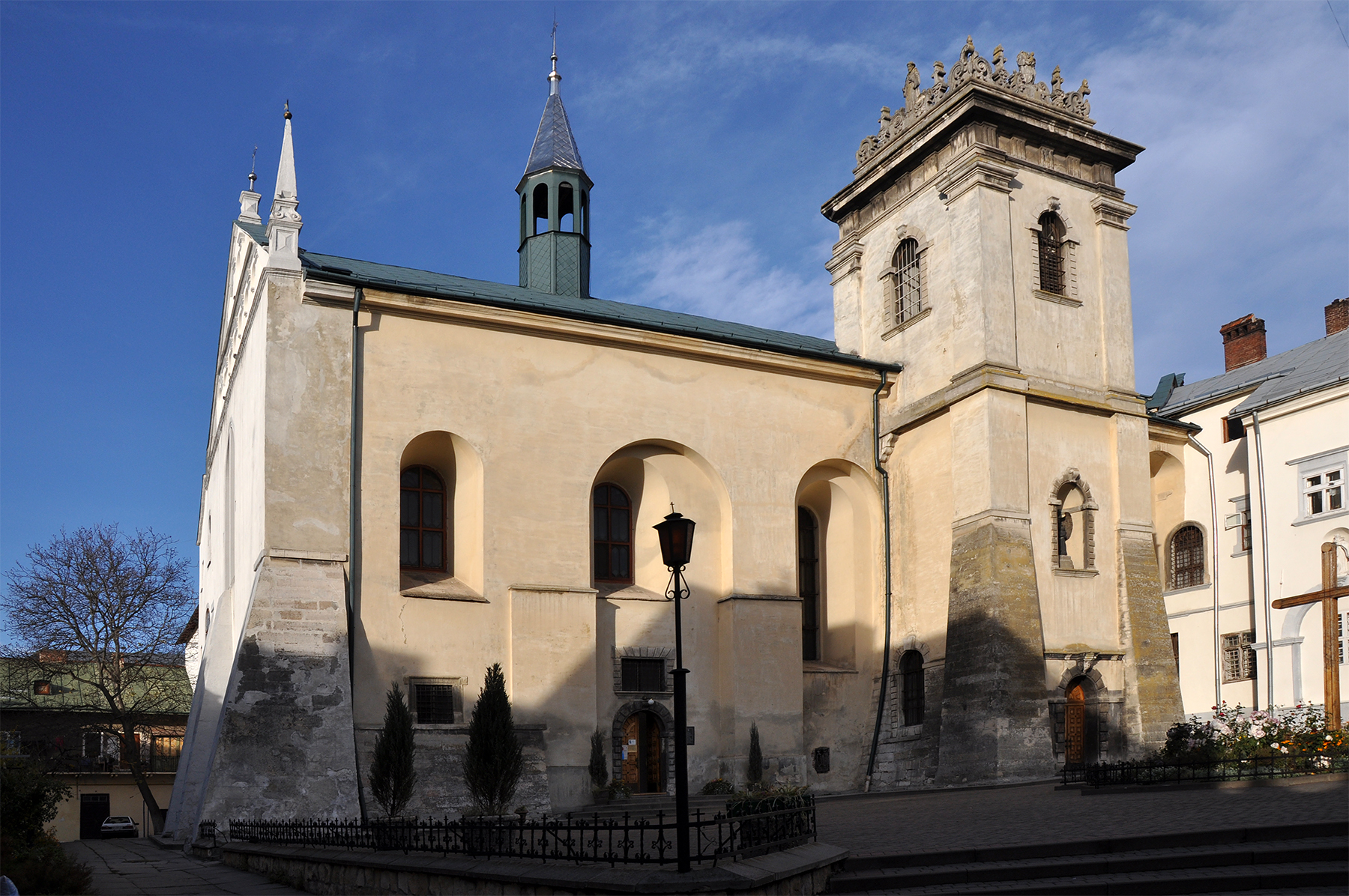
[3].
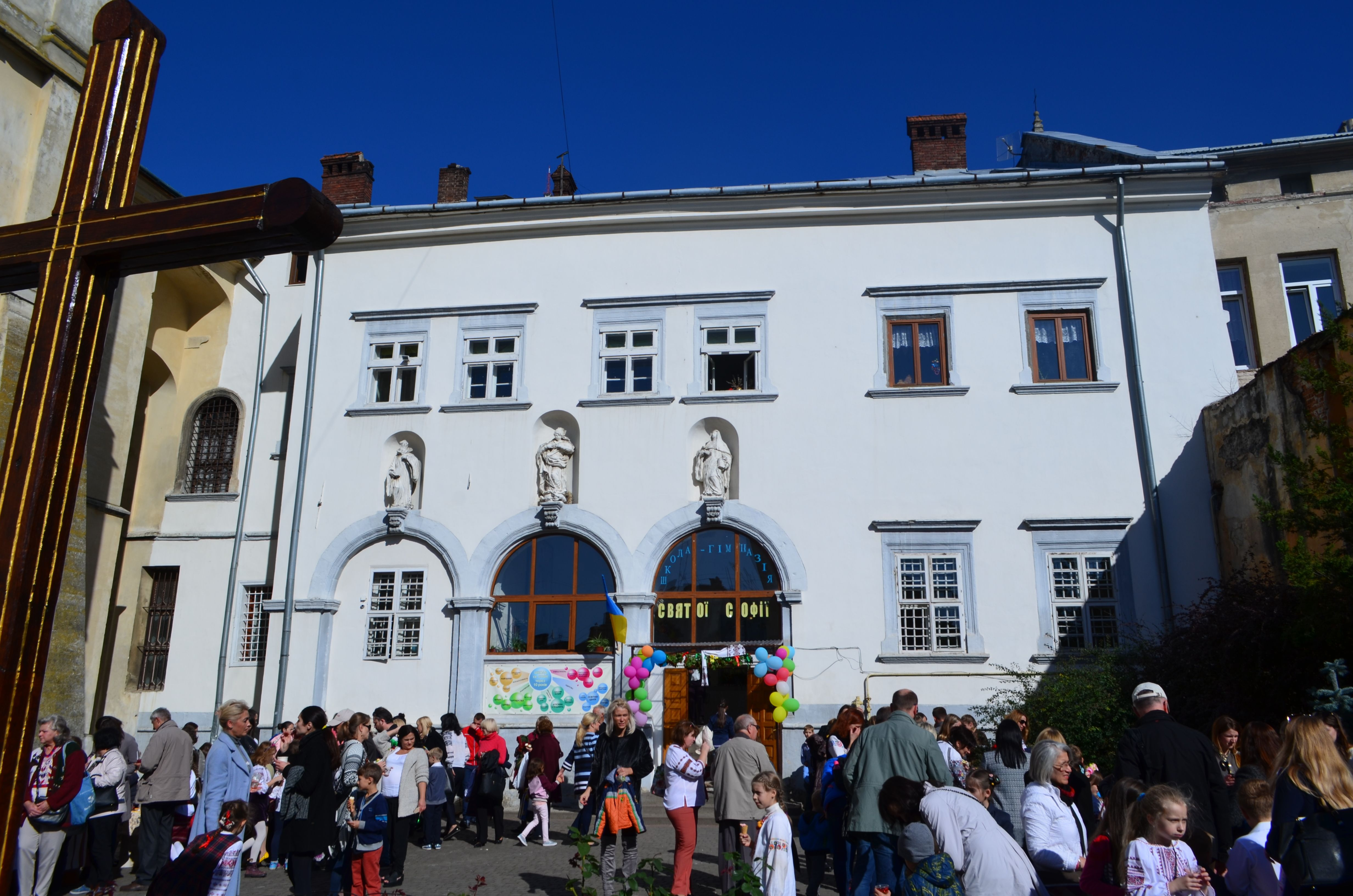
[4].
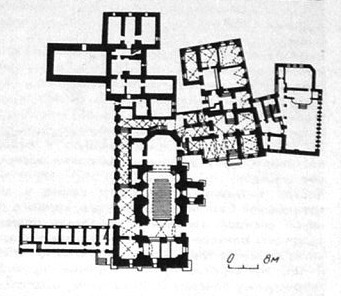
Plan.
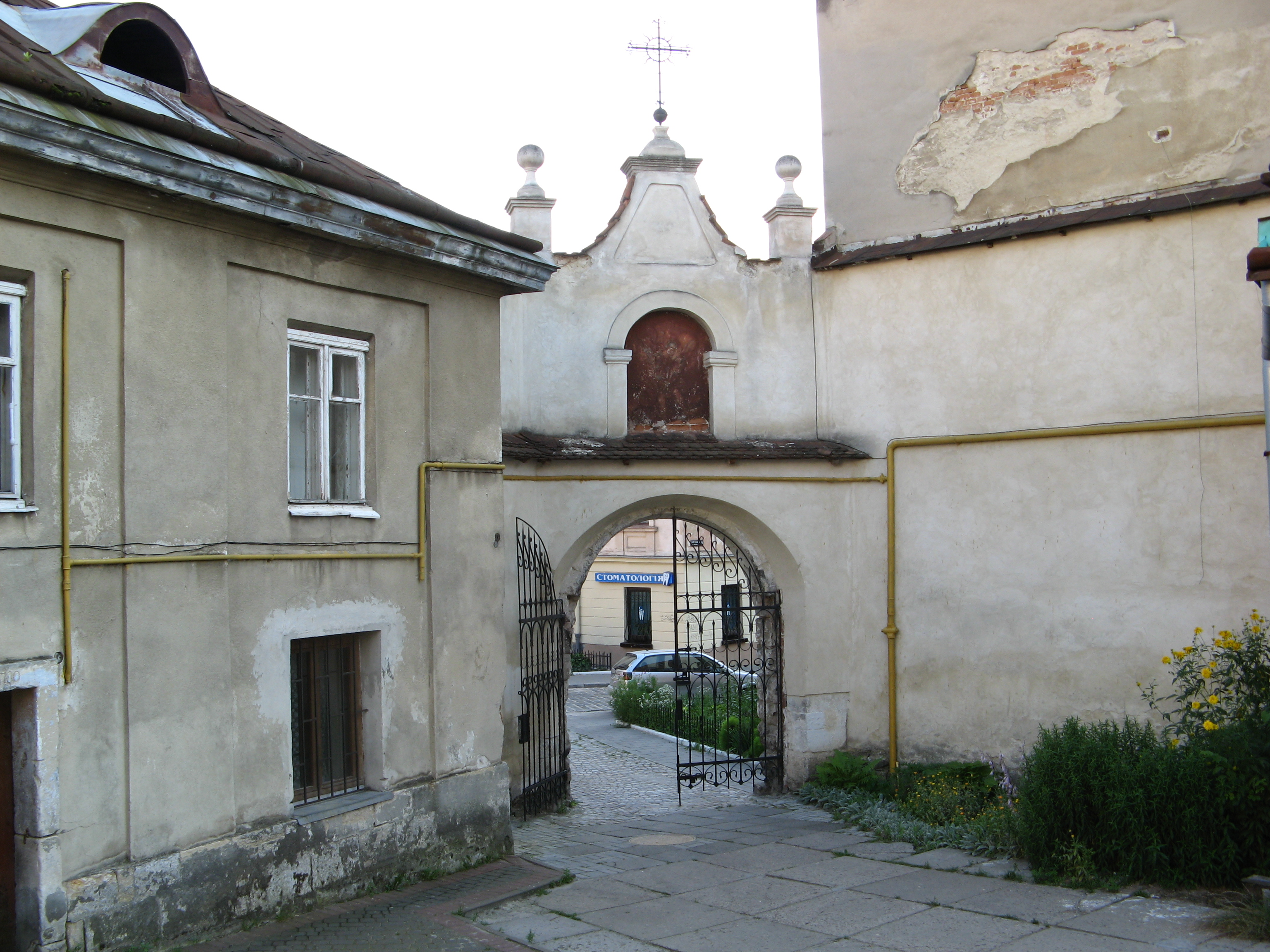
[5].
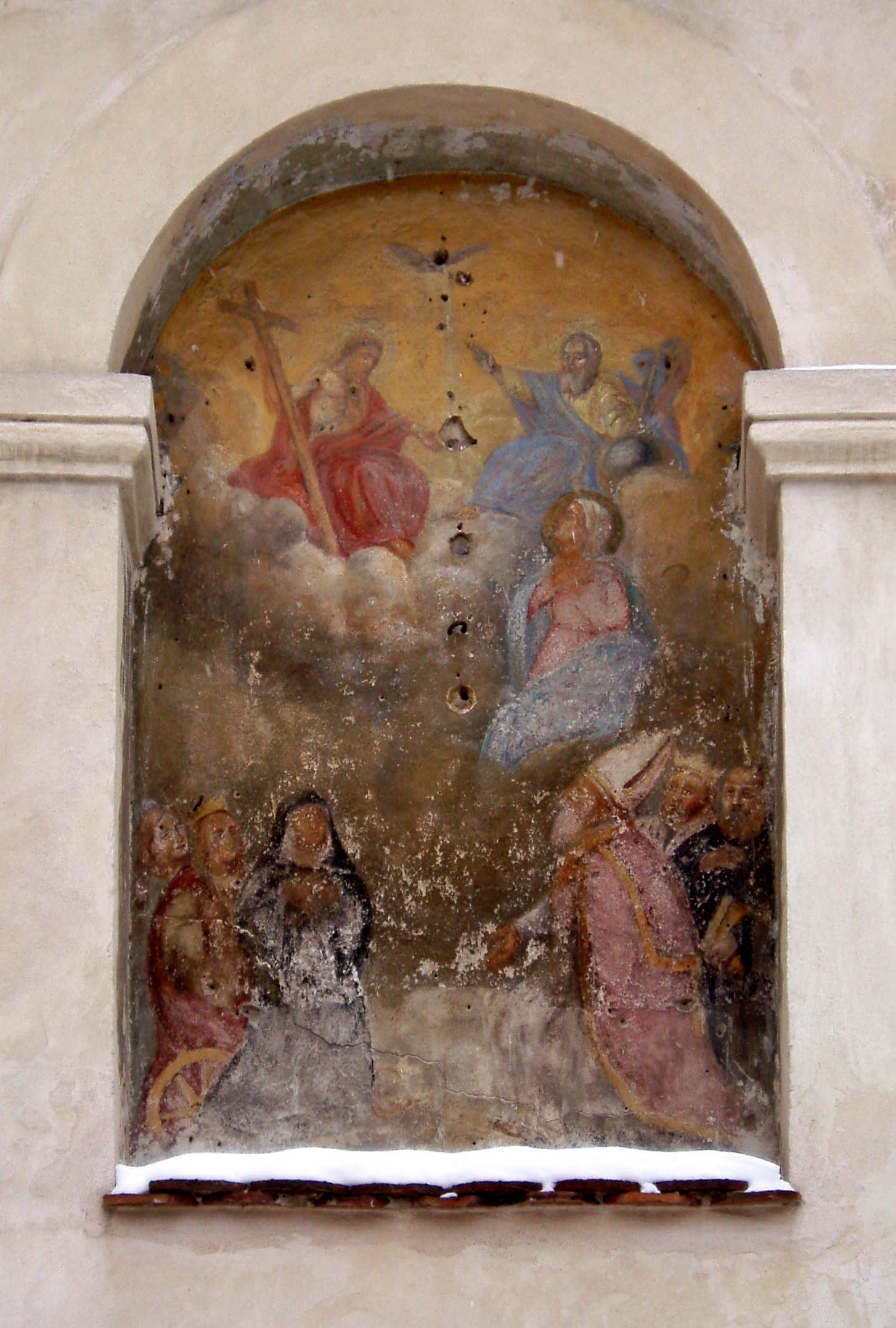
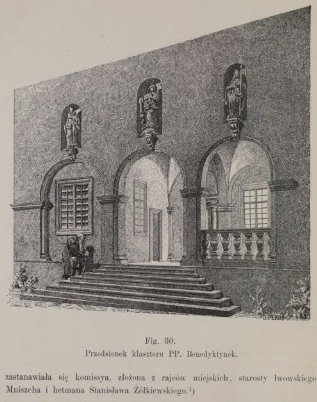